# NGC 6035
NGC 6035 (другие обозначения — UGC 10154, MCG 4-38-18, ZWG 137.24, PGC 56864) — спиральная галактика с перемычкой (SBc) в созвездии Геркулес.
Этот объект входит в число перечисленных в оригинальной редакции «Нового общего каталога».